# Cyanohydrin
Cyanohydriner er en gruppe af kemiske forbindelser der indeholder den funktionelle gruppe cyanohydrin. Den findes i organiske forbindelser og har formlen R2C(OH)CN, hvor R kan være H, eller en alkyl- eller arylgruppe. I industrien er cyanohydriner vigtige startmolekyler i syntesen af carboxylsyrer, bl.a. nogle aminosyrer. Cyanohydriner kan dannes ved cyanohydrinreaktionen, som er en reaktion mellem blåsyre og et aldehyd eller en keton i tilstedværelse af natriumcyanid som katalysator:
RR’C=O + HCN → RR’C(OH)CN
I denne raktion angriber den nukleofile CN−-ion det elektrofile carbonylkulstofatom i ketonen, hvorefter carbonylgruppens iltatom protoneres af HCN og der dannes en ny cyanidanion som kan indgå i en ny reaktion. 

## Eksempler på cyanohydriner
Acetonecyanohydrin (CAS# 75-86-5, kogepunkt 95 °C), (CH3)2C(OH)CN er cyanohydrinet af acetone. Det bruges til fremstilling af andre cyanohydriner.
Mandelonitril (CAS# 532-28-5, kogepunkt 170 °C) er den kemiske forbindelse med formlen C6H5CH(OH)CN. Denne cyanohydrin findes i små mængder i frugter der indeholder kerner.
Glycolonitril (CAS #107-16-4) har formlen HOCH2CN. Det er den simpleste mulige cyanohydrin, den dannes fra formaldehyd. 